# Högt i stjärnehimlen
Högt i stjärnehimlen är en psalm av Anders Frostenson från 1968 och 1973, med musik (2/2, F-dur) av Hans Puls från 1962. Melodin i D-moll (2/2-dels takt) är alltså äldre än texten.
Psalmen handlar om Guds närvaro "i mänskovimlet" och "i ordet, talat här till oss i dag". Den bygger på orden i Femte Moseboken 30:11-14 och Romarbrevet (kapitel 10, vers 8) om att "Ordet är nära dig, i din mun och i ditt hjärta".
Koralsatsen i Herren Lever 1977 är skriven av Gunno Södersten.

## Publicerad i
- Herren Lever 1977 som nummer 828 under rubriken "Ordet".[1]
- Den svenska psalmboken 1986 som nummer 25 under rubriken "Gud, vår Skapare och Fader".
- Den Finlandssvenska psalmboken som nummer 403.